# دموخ-ووخه
دموخ-ووخه (به لهستانی:  Dmochy-Wochy) یک روستا در لهستان است که در گمینا چژو واقع شده‌است.